# Клочков, Степан Николаевич
Степа́н Никола́евич Клочко́в (10 сентября 1869 — 24 сентября 1918, Усть-Сысольск) — член III Государственной думы от Вологодской губернии.

## Биография
Православный. Сын священника Николая Стефановича Клочкова. Брат Михаил также был священником, погиб в 1938 году в спецпосёлке Шудог.
Окончил духовное училище и Вологодскую духовную семинарию (1891).
В течение пяти лет состоял учителем церковных школ. В 1896 году был назначен помощником Вологодского епархиального миссионера, прослужив в этой должности до избрания в члены Государственной думы. За свои труды получил в награду от Синода Библию и золотую медаль на Анненской ленте. Состоял членом Усть-Сысольского отдела миссионерского Стефано-Прокопьевского братства и членом-соревнователем при Усть-Сысольском комитете попечительства о народной трезвости.
В 1907 году был избран членом III Государственной думы от Вологодской губернии. Входил во фракцию правых. Состоял докладчиком комиссии по народному образованию, а также членом комиссий: по народному образованию, по старообрядческим делам и по рыболовству.
После окончания думских полномочий поселился в Усть-Сысольске, продолжал миссионерскую деятельность.
В августе 1918 года Усть-Сысольская ЧК арестовала Клочкова в группе именитых горожан. 23 сентября приговорён к расстрелу Революционно-полевым трибуналом. 24 сентября расстрелян.
Был женат на крестьянке Нине Панфиловне Клыковой (?—1940-е), работавшей акушеркой. Их дети: Владимир, Вера и Ольга (ум. 1968).